# Anthreptes
Az Anthreptes a madarak osztályának a verébalakúak (Passeriformes) rendjébe, ezen belül a nektármadárfélék (Nectariniidae) családjába tartozó nem.

## Rendszerezésük
A nemet William Swainson angol ornitológus 1832-ben, az alábbi fajok tartoznak ide:
- Reichenow-nektármadár (Anthreptes reichenowi)
- tarkahasú nektármadár (Anthreptes anchietae)
- fakó nektármadár (Anthreptes simplex)
- barnatorkú nektármadár (Anthreptes malacensis)
- Anthreptes griseigularis
- vöröstorkú nektármadár (Anthreptes rhodolaema)

- gaboni nektármadár (Anthreptes gabonicus)[2]
- ibolyakékkabátos nektármadár (Anthreptes longuemarei)[2]
- kenyai nektármadár (Anthreptes orientalis)[2]
- Uluguru-nektármadár (Anthreptes neglectus)[2]
- ibolyakékfarkú nektármadár (Anthreptes aurantium)[2]
- kis zöld nektármadár (Anthreptes seimundi)[2]
- aranyörves nektármadár (Anthreptes rectirostris)[2]
- rubinvörös nektármadár (Anthreptes rubritorques)[2]